# Biston perclara
Biston perclara är en fjärilsart som beskrevs av William Warren 1899. Biston perclara ingår i släktet Biston och familjen mätare, Geometridae. Inga underarter finns listade i Catalogue of Life.